# 穆滕

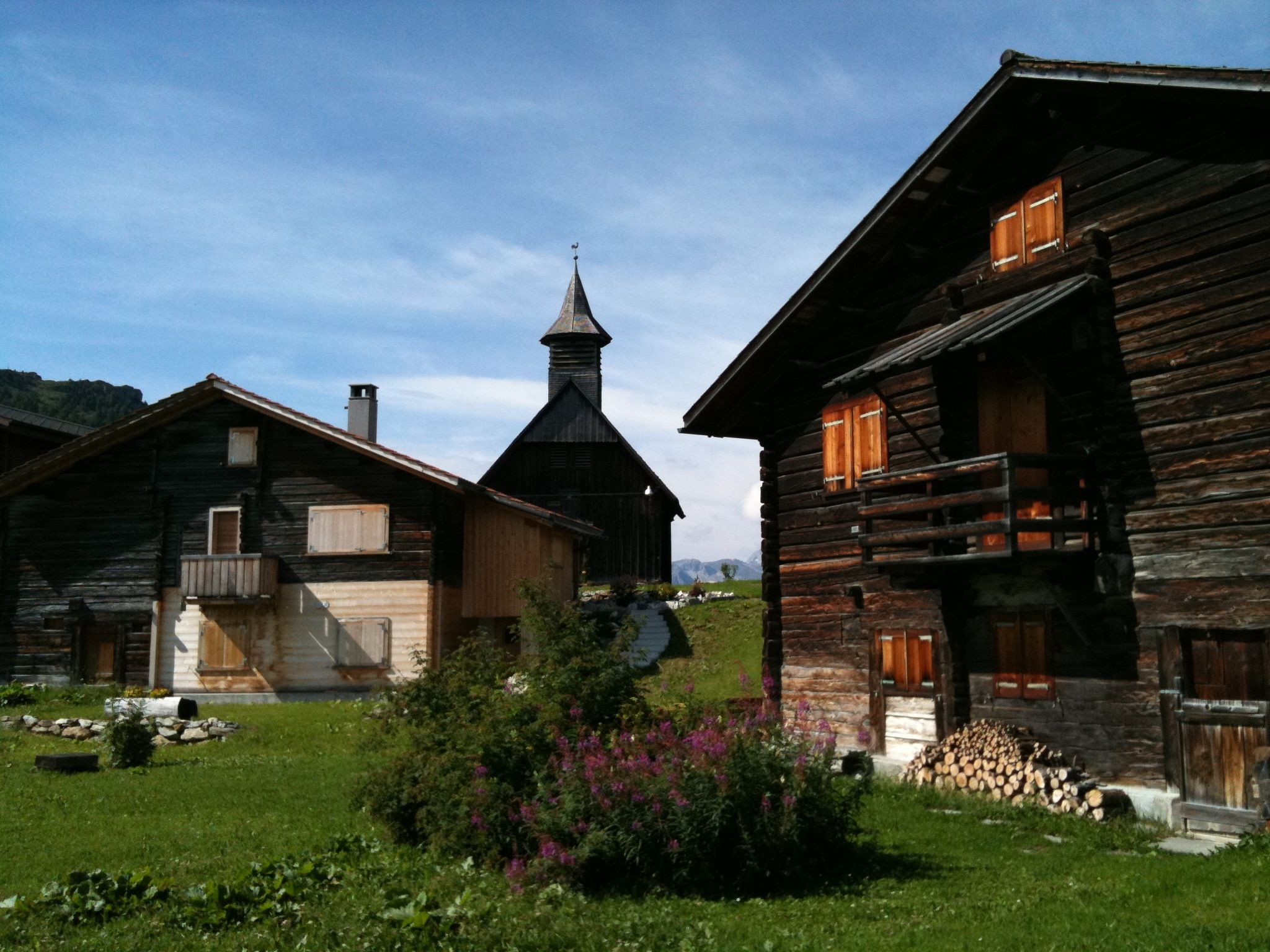

穆滕是瑞士的城鎮，位於該國東部，由格勞賓登州負責管轄，南面與斯蒂爾瓦相連，面積9.96平方公里，海拔高度1,395米，2011年人口78，人口密度每平方公里8人。

## 外部連結
- Official website （页面存档备份，存于） （德文）